# 315 هـ
315 هـ هي سنة في التقويم الهجري امتدت مقابلةً في التقويم الميلادي بين سنتي 927 و928.

## أحداث
- اغتيال مدعي النبوة حاميم الغماري في المعمورة على يد جند الخليفة الأموي عبد الرحمن الناصر لدين الله.

## مواليد
- طاهر بن محمد بن عبدالله

## وفيات
- محمد بن المسيب الأرغياني
- حاميم الغماري

- الأخفش الأصغر